# غريب أباد (دشتياري)
غريب أباد (بالفارسية: غریب‌آباد) هي قرية تقع في قسم باهوكلات الريفي (مقاطعة تشابهار) في إيران. يقدر عدد سكانها بـ 83 نسمة بحسب إحصاء 2016.